# Truncus costocervicalis

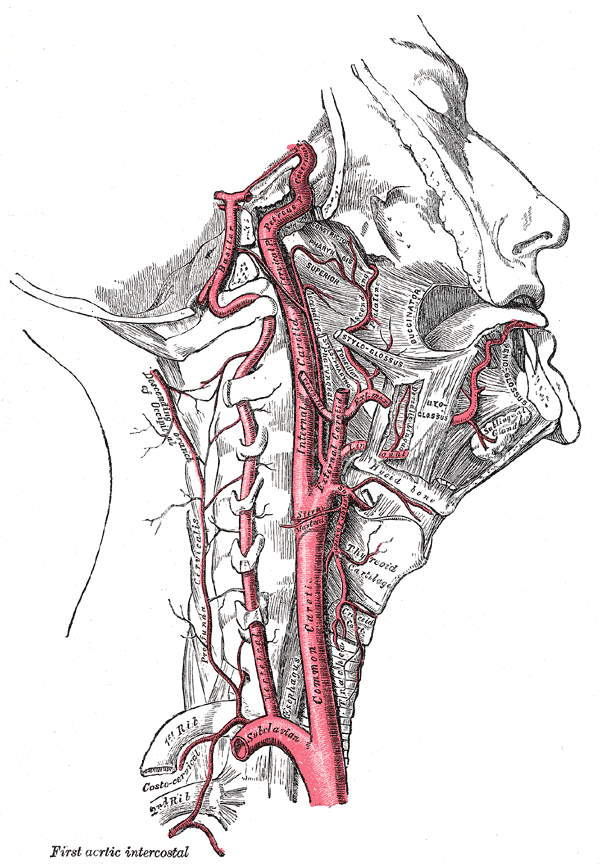
Der Truncus costocervicalis ist auf dieser anatomischen Zeichnung das zarte Gefäß, das aus der kräftigen A. subclavia (unten links, abgeschnitten) abgeht.

Der Truncus costocervicalis (Rippen-Halsstamm) ist eine Arterie (Schlagader), die etwas seitlich der Arteria thoracica interna (innere Brustkorbarterie) aus der Arteria subclavia (Unterschlüsselbeinarterie) entspringt. Der Gefäßstamm versorgt mit seinen Ästen die Zwischenwirbelräume I und II sowie die tiefe Nackenmuskulatur. 

## Äste
Der Truncus costocervicalis ist beim Menschen relativ kurz und teilt sich dann in die Arteria cervicalis profunda (tiefe Halsarterie) und die Arteria intercostalis suprema (oberste Zwischenrippenarterie) auf.
Die Arteria cervicalis profunda zieht zwischen den Querfortsätzen des 7. Halswirbels (C7) und des ersten Brustwirbels (Th1) zur tiefen Nackenmuskulatur, die sie mit sauerstoffreichem Blut versorgt.
Die Arteria intercostalis suprema zieht abwärts in Richtung Hals der ersten Rippe und teilt sich dort in zwei weitere Äste auf: Arteria intercostalis posterior prima (erste hintere Zwischenrippenarterie) und Arteria intercostalis posterior secunda (zweite hintere Zwischenrippenarterie). Sie versorgen die entsprechenden Zwischenrippenräume. Beide Arterien bilden innerhalb der Zwischenrippenräume Anastomosen mit den Rami intercostales anteriores I et II (vordere Zwischenrippenäste I und II), die sich aus der Arteria thoracica interna (innere Brustarterie) abzweigen.